# Arabella Stantonová
Arabella Stantonová (* 11. dubna 2014) je britská herečka, známá především díky obsazení do role Hermiony Grangerové v připravovaném televizním seriálu HBO Harry Potter.

## Biografie
Od září 2023 do března 2024 v londýnském West Endu hrála roli Matildy Wormwoodové v muzikálu Matilda. Od července 2024 do února 2025 získala roli Control v muzikálu Starlight Express, ke kterému složil hudbu Andrew Lloyd Webber. V květnu 2025 bylo oznámeno, že získala roli Hermiony Grangerové v připravovaném televizním seriálu HBO Harry Potter, který bude mít premiéru v roce 2027. Ústřední trojici doplní Dominic McLaughlin jako Harry Potter a Alastair Stout jako Ron Weasley. V srpnu 2025 bylo oznámeno, že namluví Hermionu Grangerovou v prvních třech dílech nového vydání audioknih z produkce Audible a digitálního nakladatelství Pottermore Joanne Rowlingové.

## Filmografie

### Divadlo
| Rok       | Název             | Role                |
| --------- | ----------------- | ------------------- |
| 2023–2024 | Matilda           | Matilda Wormwoodová |
| 2024–2025 | Starlight Express | Control             |

### Televize
| Rok  | Název        | Role                |
| ---- | ------------ | ------------------- |
| 2027 | Harry Potter | Hermiona Grangerová |